# 樺薫
樺 薫（かんば かおる、1980年1月11日 - ）は、日本のライトノベル作家。2007年8月、『めいたん』（ガガガ文庫）でデビューした。

## 作品リスト
単行本
- めいたん メイドVS名探偵（2007年8月、単刊、イラスト：赤賀博隆、ガガガ文庫）
- 藤井寺さんと平野くん 熱海のこと（2008年6月、単刊、原作：坂口安吾、イラスト：アメイスメル、ガガガ文庫） - 坂口安吾の探偵小説短篇「投手殺人事件」の跳訳作品。
- ぐいぐいジョーはもういない（2010年9月、単刊、イラスト：mot、講談社BOX）
- 異界兵装タシュンケ・ウィトコ （2011年11月、イラスト：筑波マサヒロ、講談社BOX）
  - 初出：電子雑誌『BOX-AiR』2号（2011年5月）〜7号（2011年10月）、全6回連載